# Trịnh Long Đản
Trịnh Long Đản(giản thể: 郑隆亶; phồn thể: 鄭隆亶; bính âm: Zhèng Lóngdǎn, ?-928) là vị đại hoàng đế cuối cùng của Đại Trường Hòa, là kì tử của Trịnh Nhân Mân. Năm 926, vua Trịnh Nhân Mân qua đời, con là Trịnh Long Đản lên kế vị làm vua Đại Trường Hòa. 
Năm 928, Đông Xuyên tiết độ sứ Dương Càn Trinh và thanh bình quan là Triệu Thiện Chính giết chết Trịnh Long Đản. Triệu Thiện Chính tự lập mình làm hoàng đế Đại Thiên Hưng (Hưng Nguyên Quốc). Trịnh Long Đản có thụy hiệu là Cung Huệ Hoàng Đế.